# Gustave Olivier Lannes de Montebello
Gustave Olivier Lannes de Montebello (nascido em 4 de dezembro de 1804 em Paris - falecido em 29 de agosto de 1875 em Château de Blosseville, Pennedepie) foi um general e político francês. Ele era o quarto e último filho do marechal Jean Lannes.
Quarto e filho mais novo de Jean Lannes, Marechal-Duque de Montebello e Louise-Antoinette Scholastique de Guéhéneuc

## Biografia
Voluntário na cavalaria, participou da expedição de Argel (1830), onde se destacou em vários combates e conquistou o posto de capitão de spahis.
Serviu algum tempo na Polônia contra a Rússia, voltou para a França, foi promovido, em 1840, líder de esquadrão condecorado em 1843, e nomeado, em 1847, coronel do 7º Chasseurs à Cheval.
L.-N. Bonaparte o colocou como ajudante de campo durante a presidência e, por causa de sua assistência durante o golpe de estado de 1851, fez dele, no dia 22 de dezembro seguinte, general de brigada.
O Conde de Montebello permaneceu o ajudante de campo de Napoleão III após a restauração do Império, enquanto a Condessa Adrienne de Villeneuve-Bargemont foi nomeada Dama do Palácio da Imperatriz.
Major-general (28 de dezembro de 1855), cumpriu missão em Roma em 1861 ao Papa Pio IX.
Staff1 do corpo de ocupação na Itália (1863).
Informações Clique em uma miniatura para ampliá-la.

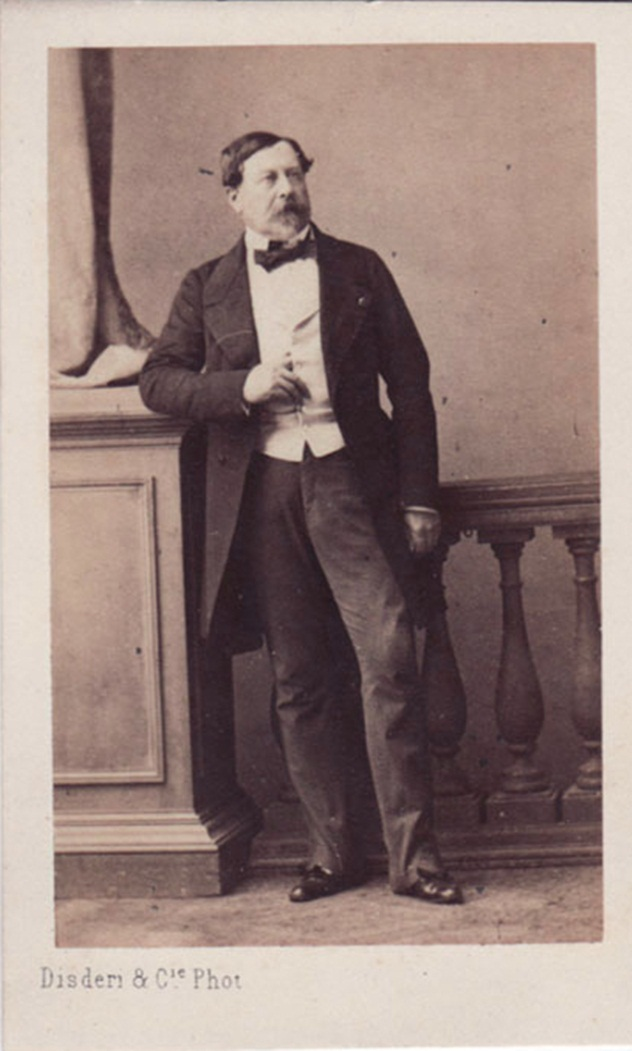
General de Montebello...

General de Montebello, fotografado por Disdéri.
Foi encarregado, no ano seguinte, do comando do corpo de ocupação. Em 1863, o corpo de ocupação foi reduzido a uma única divisão de três brigadas e um regimento de cavalaria (4º regimento de hussardos). Foi o general de Montebello quem comandou as tropas. Ele é retratado aqui em Roma, cercado por seus oficiais de estado-maior em trajes completos.
M. de Montebello comandava, desde 1865, a divisão de cavalaria da Guarda Imperial.
Grã-Cruz da Legião de Honra de 2 de setembro de 1864, ingressou no Senado Imperial em 6 de janeiro de 1867 e foi admitido em 1869 como reserva.